# شهد برمدا
شَهْد بَرمَدا (۱۴ اوت ۱۹۸۸) خوانندهٔ سوری است. در حلب به دنیا آمد. پس از رسیدن به فینال برنامهٔ سوپر استار (۲۰۰۸) در فصل سوم به شهرت رسید و با ۴۷ درصد از کل آرا در مقابل ابراهیم الحکمی شرکت‌کنندهٔ سعودی که برنده شد، در جایگاه دوم قرار گرفت. یکی از بزرگ‌ترین تحسین‌کنندگان صدای او، کاظم الساهر است که بیش از یک بار از او و صدایش تمجید کرده است. شهد برمدا به مؤسسه موسیقی در حلب پیوست، در رشتهٔ نوازندگی عود تحصیل کرد و از این مؤسسه فارغ‌التحصیل شد. پس از ترک برنامهٔ سوپر استار، علی‌رغم اینکه آهنگی از خود نداشت، در جشنوارهٔ موسیقی عرب در سال ۲۰۰۸ شرکت کرد. در سال ۲۰۰۸، شرکت تولید هنری نینار، او را پذیرفت و اولین آلبوم خود را با عنوان «پس از آنچه بود» منتشر کرد.

## زندگی و پیشه
شهد برمدا در ۱۴ اوت ۱۹۸۸ در حلب به دنیا آمد. از کودکی وارد دنیای خوانندگی شد. استعداد او در سنین پایین، یعنی هفت سالگی، زمانی که خانم معلمش زیبایی صدای او را کشف کرد، ظاهر شد. او فعالیت هنری خود را از سنین پایین و با شرکت در مسابقات آماتوری کودکان در مدرسه آغاز کرد. نامش از زمان شرکت در برنامهٔ استعدادیابی «سوپراستار» (۲۰۰۸) درخشید که در طی آن او گروهی از ترانه‌های طربیه و قدود حلبی را خواند. او پس از رسیدن به فینال برنامه در فصل سوم به شهرت رسید و به مقام دوم رسید. علی‌رغم اینکه عنوان سوپراستار را به دست نیاورد آن جایگاه به همکار عربستانی خود ابراهیم الحکمی رسید، با این حال، کیفیت صدای او کمیته و تماشاگران را در آن زمان تحت تأثیر قرار داد.
او به مؤسسه موسیقی در شهر حلب پیوست و در آنجا به فراگیری عود، نوازندگی و خواندن تسلط یافت. او با مدرک لیسانس در نوازندگی عود و سلفژ از این مؤسسه فارغ‌التحصیل شد. اگرچه بخشی از خانوادهٔ او را از ورود او به این عرصه منع کردند، طبق گفته‌های خودش در مصاحبه با برنامهٔ «شو هالقصة». او افزود که بخشی از خانواده‌اش مُلتَزِم هستند، او از او خواستند نام خانوادگی خود را تغییر دهد تا نام خانوادگی‌شان حفظ شود، اما او نپذیرفت و نام خود را همان‌طور که بود حفظ کرد.
او مورد تمجید چند ستارهٔ بزرگ جهان عرب قرار گرفت که مهم‌ترین آنها کاظم الساهر بود که در بیش از یک حضور، او را به روی صحنه دعوت کرد و آهنگ «ها حبیبی» را به او تقدیم کرد تا دوباره با تنظیمی جدید بخواند. الساهر او و صدایش را چندین بار تحسین کرد و آن شگفت‌انگیز و خطرناک خواند. به گفتهٔ وسام کنعان در روزنامهٔ الاخبار او آثارش را با آرامش انتخاب می‌کند و تلاش می‌کند تا اطمینان حاصل کند که محصولات هنری‌اش هویتی واضح و موازی با کیفیت صدایش دارند، و «کاریزمای او مکمل تشریفات جذابی است که از آن برخوردار است.» دو سال پس از فارغ‌التحصیلی از سوپر استار، در جشنوارهٔ موسیقی عرب که هر ساله در خانهٔ اپرای قاهره برگزار می‌شود، شرکت کرد. اگرچه او هیچ‌یک از آهنگ‌های خود را در اختیار نداشت، اما در همان سال ۲۰۰۸ توسط شرکت تولید هنری نینار پذیرفته شد و اولین آلبوم خوانندگی خود را منتشر کرد، آلبومی با عنوان «پس از آنچه شد» (به عربی: بعد إلّي صار) که شامل ده آهنگ است. برمدا در طول فعالیت هنری خود چند آهنگ خاص در سال‌های اولیهٔ حرفهٔ خود اجرا کرد که بارزترین آنها به جز «پس از آنچه شد» که به شهرت فراوانی دست یافت، «ببین چه می‌گویی» (به عربی: شوفي قلك)، «خدا با توست» (به عربی: الله معك)، «همراه تو حبیبم» (به عربی: وياك حبيبي)، «چشمانم تو را می‌بیند» (به عربی: تشوفك عيني)، «سرزنش مکن» (به عربی: لا تلوم) و غیره می‌باشند. برمدا آهنگ «یاکایدهم» را برای کودکان مبتلا به سرطان در ۲۰۲۱ منتشر کرده بود.
برمدا از آغاز حرفهٔ هنری خود با شاعران و آهنگسازان بزرگ عرب مانند سمیر صفیر، نزار فرنسیس، ولید سعد، خالد البکری، کریم العراقی و محمد رحیم سروکار داشته است. اگرچه او همه نوع آواز را اجرا می‌کند، اما سبک حلبی در کنسرت‌های هنری و شب‌های آوازش حضور همیشگی دارد.

## زندگی شخصی
شهد برمدا در نوامبر ۲۰۲۱ نامزدی خود را با احمد الصالح، فوتبالیست سوری، اعلام کرد. پس از نزدیک به سه ماه از ازدواج، عروسی خود را در ۷ فوریه ۲۰۲۲ جشن گرفتند که در یکی از هتل‌های بزرگ سوریه و با حضور تعداد زیادی از دوستان و اقوام آنها برگزار شد.مراسم عروسی توسط ناصیف زیتون خواننده اجرا شد که آهنگ‌های عاشقانه خود به این زوج تقدیم کرد. عبود برمدا هنرمند نیز در کنار خواهرش جشن گرفت. شهد برمدا نیز به خواندن در عروسی خود پرداخت. شهد و احمد یک دختر دارند، که در مارس ۲۰۲۳ به دنیا آمد.
برمدا باور دارد که موفقیت دو راه دارد که راه اول آسان است، دیگری پوشیده از خار است و گفت: «در هر صورت، شما دوست ندارید که این موفقیت شامل شرایطی برای سازش برای اصول یا برای تغییر به شخص دیگری به خاطر شهرت، ظاهر، و پول باشد.» از دید او، در جامعهٔ هنری، بقا برای قوی‌کارترین‌هاست نه برای بااستعدادها. در اواخر سال ۲۰۲۴، پس از سقوط رژیم اسد در ۸ دسامبر ۲۰۲۴، بسیاری از هنرمندان غیر وابسته به نظام، مورد تهدید و توهین قرار گرفتند که برمدا یکی از آنان بود. او پست‌هایی را که شامل تهدید، دشنام و توهین بود، به ادارهٔ عملیات نظامی، مقام جایگزین شده در سوریه و مسئول حفاظت از امنیت شخصی و جمعی افراد، گزارش کرد.